# Klosterstræde
Klosterstræde er en gade i Indre By i København, der går fra Vimmelskaftet i forlængelse af Hyskenstræde til Skindergade. Undervejs møder Klosterstræde desuden på den korte Gråbrødrestræde, der forbinder gaden med Gråbrødretorv.
Klosterstræde har eksisteret siden middelalderen. Navnet hentyder til et franciskanerkloster, der lå i området fra 1238. Det var det vigtigste franciskanerkloster i Danmark, men det blev ødelagt under Reformationen. Gaden selv blev hårdt ramt under Københavns brand i 1795.

## Bygninger og beboere
De fleste bygninger i gaden stammer fra det 18. århundrede. Nr. 8, nr. 16, nr. 21, nr. 22, nr. 23 og nr. 24 er fredede.
Ejendommen Klosteret (beliggende Klosterstræde 17) blev opført i 1860 af grosserer Philip W. Heyman, som inden da grundlagde bryggeriet Tuborg. Klosteret blev oprindeligt bygget til legetøjslager for den historiske forretning Thorngreen Legetøj på Vimmelskaftet 48, et hjørne til Klosterstræde. I 1970 blev pakhuset med den karakteristiske kran, der blev benyttet til at løfte gods og tunge kasser med varer ind igennem skodderne, omdannet til beboelse. Klosteret er i dag i privat eje og virker som et af det indre Københavns få, bevaringsværdige byhuse, mens facaden og hejseværket står bevaret som da ejendommen blev rejst.
Bygningen på hjørnet af Amagertorv blev bygget for Kjøbenhavns Laane- og Diskontobank i 1906 efter tegninger af Axel Berg. Ejendommen blev overtaget af en anden bank, Håndværkerbanken, i 1924.
Faraos Cigarer, en mindre butikskæde med speciale i tegneserier, fantasy og rollespil, har en rollespilsbutik i nr. 22 på hjørnet af Gråbrødrestræde og en tegneseriebutik i nr. 27 på hjørnet af Skindergade.